# Dyacopterus brooksi
Dyacopterus brooksi is een vleermuis uit het geslacht Dyacopterus die voorkomt op Sumatra en het Indonesische deel van Borneo.

## Nadere beschrijving
Naast het holotype uit het zuiden van Sumatra worden ook een exemplaar uit Atjeh en één uit Oost-Kalimantan tot de soort gerekend. Deze zeer zeldzame soort - een van de zeldzaamste van de Grote Soenda-eilanden - komt voor zover bekend uitsluitend in laaglandregenwoud voor.
Deze soort lijkt sterk op Dyacopterus spadiceus en is lange tijd ook tot die soort gerekend, maar is iets groter en verschilt in kenmerken van de schedel. De wratten op de lippen van de twee Sumatraanse exemplaren zijn mogelijk een onderscheidend kenmerk. De kop-romplengte bedraagt 116 tot 120 mm, de staartlengte 17 tot 20 mm, de voorarmlengte 81 tot 83 mm, de tibialengte 28 tot 30 mm, de oorlengte 19 tot 21 mm en het gewicht 86 tot 91 g.